# Er was eens een meid
Er was eens een meid is een lied van de Nederlandse zangeres Zoë Tauran. Het werd in 2023 als single uitgebracht en stond in hetzelfde jaar als elfde track op haar titelloze debuutalbum.

## Achtergrond
Er was eens een meid is geschreven door Zoë Tauran, Carlos Vrolijk en Brahim Fouradi en geproduceerd door Project Money. Het is een nummer uit het genre nederpop. In het lied zingt de artiest over een meisje dat een moeilijke jeugd had en later in de handen van een loverboy belandt. Het leven van het meisje wordt almaar erger, zonder dat ze er zelf invloed op heeft. Met het nummer vroeg de zangeres aandacht voor seksuele uitbuiting van jongen vrouwen. Aan het eind van de bijbehorende videoclip vertelt de zangeres aan de luisteraar dat als ze zichzelf kunnen herkennen in het verhaal of iemand anders in een dergelijke situatie, ze (anoniem) contact op kunnen nemen met de organisatie Fier. Dit is een organisatie die mensen die te maken hebben (gehad) met geweld in een afhankelijkheidsrelatie helpt en behandelt.
Op de B-kant van de single staat het nummer Therapie, een lied dat ze eerder in 2023 al als single had uitgebracht. 

## Hitnoteringen
De zangeres had succes met het lied in de hitlijsten van Nederland. Het stond op de 78e plaats van de Nederlandse Single Top 100 in de enige week dat het in deze hitlijst te vinden was. De Nederlandse Top 40 werd niet bereikt; het kwam hier tot de negentiende plek van de Tipparade. 